# 31 janvier
Pour les articles homonymes, voir Trente-et-Un-Janvier.
31 décembre 31 février
Chronologies thématiques
- Croisades
- Ferroviaires
- Sports
- Disney
- Anarchisme
- Catholicisme

Abréviations / Voir aussi
- (° 1852) = né en 1852
- († 1885) = mort en 1885
- a.s. = calendrier julien
- n.s. = calendrier grégorien
- Calendrier
- Calendrier perpétuel
- Liste de calendriers
- Naissances du jour

Le 31 janvier est le 31e jour de l'année du calendrier grégorien.
Il reste 334 jours avant la fin de l'année, 335 lorsqu'elle est bissextile.
C'était généralement le 12e jour du mois de pluviôse dans le calendrier républicain / révolutionnaire français, officiellement dénommé jour du brocoli.

## Événements

### XIIIesiècle
- 1208 : la bataille de Lena se solde par une victoire d'Erik Knutsson de Suède face à son compatriote Sverker le Jeune.Bataille de Gembloux.

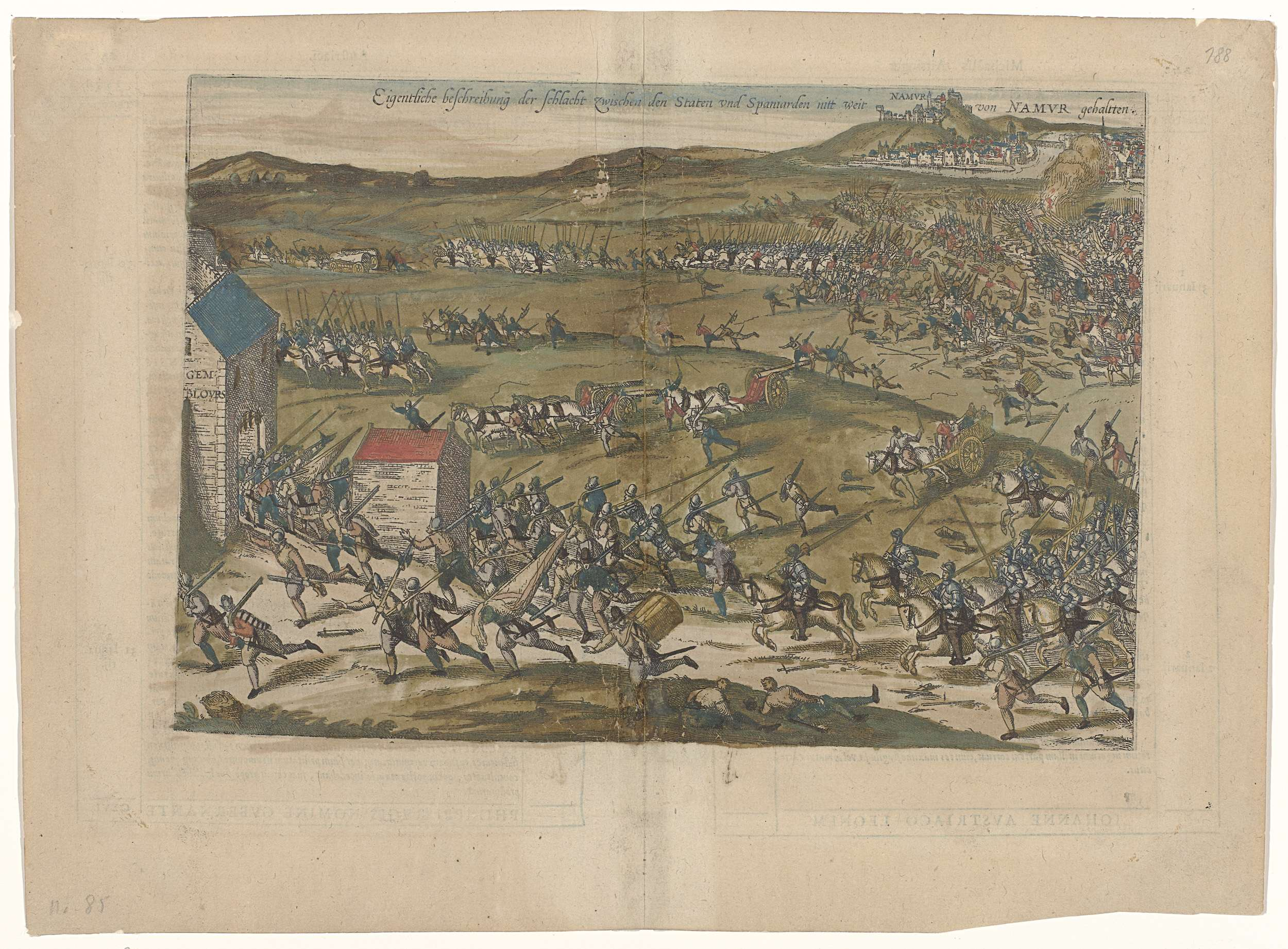
Bataille de Gembloux.

- 1246 : mariage de la comtesse Béatrice de Provence avec Charles Ier d'Anjou, frère de Saint Louis[1].

### XVIesiècle
- 1531 : Marie de Hongrie devient régente des Pays-Bas d'alors.
- 1578 : sous la direction de Don Juan d'Autriche et d'Alexandre Farnèse, l'armée espagnole écrase l'armée de 16 des Dix-Sept Provinces des Pays-Bas qu'ils occupent (bataille de Gembloux ci-contre).
- 1599 : mariage à Saint-Germain-en-Laye de Catherine de Bourbon, sœur unique du roi Henri IV et princesse héritière de Navarre, avec Henri, prince héritier de Lorraine.

### XVIIesiècle
- 1606 : exécution du principal acteur de la « Conspiration des poudres » Guy Fawkes en Grande-Bretagne.
- 1616 : Jacob Le Maire et Willem Schouten sont les premiers navigateurs à doubler le cap Horn en navire marchand.

### XVIIIesiècle
- 1793 : rattachement d'abord provisoire de Nice à la France.
- 1794 : massacre du Parc-Soubise, pendant la guerre de Vendée.

### XIXesiècle
- 1801 : John Marshall est nommé comme (4e) président de la Cour suprême des États-Unis d'Amérique.
- 1814 : Gervasio Antonio de Posadas devient Directeur suprême des Provinces-Unies du Río de la Plata dans l'actuelle Argentine.
- 1865 : 
  - vote du XIIIe amendement de la Constitution des États-Unis.
  - Robert Lee devient général en chef des armées confédérées à la fin de la guerre de Sécession aux mêmes États-Unis.
- 1891 : révolte républicaine au Portugal.

### XXesiècle
- Première guerre mondiale, entre 1914 et 1918 :
  - première utilisation des obus à gaz de ce conflit par l'Empire allemand contre l'Empire russe lors de la bataille de Bolimov en 1915 ;
  - l'empire allemand « annonce » la guerre sous-marine à outrance lors de la première bataille de l'Atlantique en 1917 ;
  - bataille de l'île de May en 1918.
- Seconde guerre mondiale, entre 1939 et 1945 :
  - l'invasion de la Malaisie se conclut par une victoire décisive du Japon impérial en 1942 (guerre du Pacifique in extenso) ;
  - capitulation de Friedrich Paulus et des troupes allemandes du secteur sud de Stalingrad en U.R.S.S. en 1943 ;
  - débarquement des troupes américaines aux îles Marshall en 1944 et début de la bataille de Kwajalein (guerre du Pacifique toujours) ;
  - en 1945,
    - le seul soldat américain exécuté pour désertion depuis la guerre de Sécession (Eddie Slovik) est fusillé ;
    - victoire britannique à la bataille de la colline 170 en Birmanie.
- 1946 : établissement de la constitution de la république fédérative socialiste de Yougoslavie qui comprend six républiques.
- 1949 : reconnaissance de l'État d'Israël par les États-Unis.
- 1951 : résolution no 90 du Conseil de sécurité des Nations unies (plainte pour agression contre la république de Corée -du sud-).
- 1962 : exclusion de Cuba de l'Organisation des États américains.
- 1968 :
  - Penn Nouth est nommé Premier ministre du Cambodge.
  - Indépendance de Nauru dans l'océan Pacifique (Célébrations et photographie ci-après).
  - Lancement de l'offensive du Tết depuis la veille 30 janvier pendant la guerre du Viêt Nam.
- 1995 : entrée de la Lettonie sortie de l'ex-URSS au Conseil de l'Europe.
- 1997 : Didier Ratsiraka est proclamé président de la république de Madagascar.

### XXIesiècle
- 2003 : début des négociations en vue d’un accord de stabilisation et d'association (ASA) entre l'Union européenne et l'Albanie en vue de l'adhésion à terme de cette dernière à l'Union.
- 2015 : Sergio Mattarella est élu président de la République italienne.
- 2019 : Abdullah Shah devient roi de Malaisie.
- 2020 : le Royaume-Uni quitte officiellement l’Union Européenne en préalable à une série de négociations à suivre.
- 2024 : en Malaisie, couronnement de Ibrahim Ismail qui devient le 17e roi pour cinq ans[2].

## Art, culture et religion
- 314 : Sylvestre Ier devient le 33e pape.
- 1472 : le futur pape Jules II Giuliano della Rovere est nommé évêque du diocèse de Lausanne, Genève et Fribourg (Suisse en grande partie francophone actuelle).
- 1612 : le pape Paul V fonde les Archives apostoliques du Vatican.
- 1881 (12 février grégorien/n.s.) : les obsèques nationales de l'écrivain russe Fiodor Dostoïevski (décédé le 28 janvier précédent dans l'a.s. julien (9 février n.s.) sont suivies par 30 000 personnes.
- 1920 : création de la suite orchestrale op. 60 Bourgeois gentilhomme de Richard Strauss d'après le Français Molière à Vienne (Autriche).
- 1977 : inauguration du Centre national d'art et de culture Georges-Pompidou à Paris (4e arrondissement).
- 1981 : la 6e cérémonie des César récompensant les films sortis en 1980, se déroule au Palais des congrès de Paris. Elle est présidée par Yves Montand. Abel Gance et Marcel Pagnol reçoivent un César d'honneur.
- 1994 : incendie du grand théâtre du Liceu.

## Sciences et techniques
- 1895 : lord Rayleigh et Sir William Ramsay communiquent officiellement sur leur découverte du nouvel élément chimique l'argon à la Royal Society.
- 1958 : lancement du premier satellite américain Explorer I.
- 1961 : le chimpanzé Ham est le premier hominidé à être envoyé dans l'espace extra-atmosphérique (mission Mercury-Redstone 2).
- 1966 : lancement de la sonde spatiale soviétique Luna 9.
- 1971 : lancement de la huitième mission habitée du programme Apollo (Apollo 14).
- 2018 : une éclipse lunaire a lieu, première conjonction d'une lune bleue, d'une lune rousse et d'une super lune depuis le 31 mars 1866 et avant le 31 janvier 2037 .

## Économie et société

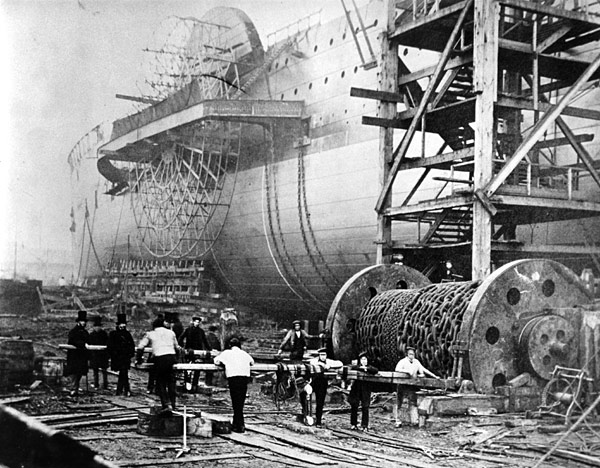
Le paquebot SS Great Eastern peu avant son lancement.

- 1858 : lancement du plus grand paquebot transatlantique jamais construit à son époque le SS Great Eastern.
- 1953 : raz-de-marée en mer du Nord.
- 1990 : le premier McDonald's américain d'Union soviétique (URSS) ouvre à Moscou.
- 2005 : le Premier ministre britannique Tony Blair se fait embrasser sur la bouche malgré lui par une femme à Manchester[3]
- 2006 : fin du mandat d'Alan Greenspan à la présidence de la banque centrale ou Réserve fédérale des États-Unis.
- 2010 : la France remporte le Championnat d'Europe masculin de handball à Vienne et devient la première nation à remporter 3 titres d’affilée après ceux des Jeux olympiques d'été de 2008 et du mondial 2009.
- 2013 : une explosion cause 37 morts et 120 blessés dans la Torre Ejecutiva Pemex à Mexico.
- 2021 : Prix d' Amérique en mode masqué de pandémie de la covid19 à l'hippodrome de Vincennes comme chaque dernier dimanche de janvier entre 25 et 31 janvier.
- 2025 : aux États-Unis, un crash survient sur la ville de Philadelphie peu après son décollage et coûte la vie aux six passagers à bord, ainsi qu'à une personne au sol, et fait plusieurs dizaines de blessés[4].

## Naissances

### XVIesiècle
- 1512 : Henri Ier, roi de Portugal de 1578 à 1580 († 31 janvier 1580).

### XVIIesiècle
- 1673 : Louis-Marie Grignion de Montfort, religieux français et breton fondateur de la Compagnie de Marie († 28 avril 1716).

### XVIIIesiècle
- 1759 : François Devienne, compositeur français († 5 septembre 1803).
- 1791 : Théodore de Gargan, ingénieur et maître de forges français († 16 novembre 1853).
- 1797 : Franz Schubert, compositeur autrichien († 19 novembre 1828).
- 1799 : Rodolphe Töpffer, écrivain et auteur de bande dessinée suisse († 8 juin 1846).

### XIXesiècle
- 1807 : Onésime Joachim Troude, officier de marine français et historien de la marine nationale française († 22 janvier 1886).
- 1814 : Andrew Ramsay, géologue britannique († 9 décembre 1891).
- 1837 : Charles de Gaulle, écrivain, spécialiste des langues celtes, oncle du général de Gaulle († 1er janvier 1880).
- 1854 : Albert Guille, ténor d'opéra français († 19 août 1914).
- 1858 : André Antoine, homme de théâtre et de cinéma français († 19 octobre 1943).
- 1868 : Theodore William Richards, chimiste américain († 2 avril 1928).
- 1869 : Johannes Sobotta, anatomiste allemand († 20 avril 1945).
- 1872 : Zane Grey, romancier américain († 23 octobre 1939).
- 1880 : Albert Pomade, architecte français († 31 décembre 1957)
- 1881 : Irving Langmuir, chimiste et physicien américain († 16 août 1957).
- 1883 : Grégoire Lakota, évêque de l'Église gréco-catholique ukrainienne, mort en déportation en Sibérie († 12 novembre 1950).
- 1886 :
  - Janka Boga, écrivaine et pédagogue hongroise († 4 octobre 1963).
  - Jacques Le Cann, écrivain français († 3 février 1972).
  - Alfonso López Pumarejo, homme d'État colombien († 20 novembre 1959).
  - Marguerite Thibert, militante féministe et haut fonctionnaire française († 14 novembre 1982).
  - George Neville Watson, mathématicien britannique († 2 février 1965).
- 1892 : Eddie Cantor (Edward Israel Itzkowitz dit), acteur, scénariste, producteur et compositeur américain († 10 octobre 1964).
- 1894 : Isham Jones, saxophoniste, bassiste, chef d’orchestre et compositeur américain († 19 octobre 1956).
- 1900 : Mikhaël Ivanhov, philosophe et pédagogue français († 25 décembre 1986).

### XXesiècle
- 1902 : 
  - Tallulah Bankhead, actrice américaine († 12 décembre 1968).
  - Alva Myrdal, personnalité politique suédoise, prix Nobel de la paix 1982 († 1er février 1986).
- 1903 : 
  - Roger Monclin, écrivain français († 26 juillet 1985).
  - Ivar Johansson, lutteur suédois triple champion olympique en 1932 († 4 août 1979).
- 1905 : Angelina Acuña, poétesse guatémaltèque († 14 juin 2006).
- 1908 : 
  - Suzet Maïs (Suzette Roux dite), actrice française († 24 janvier 1989).
  - Atahualpa Yupanqui (Héctor Roberto Chavero Aramburu), poète, chanteur, guitariste et folkloriste argentin († 23 mai 1992).
- 1911 : Thomas Nathaniel « Tommy » Ivan, instructeur et administrateur de hockey sur glace canadien († 25 juin 1999).
- 1914 : Jersey Joe Walcott (Arnold Raymond Cream dit), boxeur américain († 25 février 1994).
- 1915 :
  - Thomas Merton, religieux, religieux trappiste et militant social américain († 10 décembre 1968).
  - Garry Moore (Thomas Garrison Morfit III dit), humoriste et animateur de télévision américain († 28 novembre 1993).
- 1916 : Aboubacar Sangoulé Lamizana, militaire et homme politique président de la république de la Haute-Volta († 26 mai 2005).
- 1919 : Jack Roosevelt « Jackie » Robinson, joueur de baseball américain († 24 octobre 1972).
- 1920 :
  - Benoîte Groult, journaliste française († 20 juin 2016).
  - Robert Hersant, magnat de presse français († 21 avril 1996).
- 1921 :
  - John Agar, acteur américain († 7 avril 2002).
  - Carol Channing, actrice américaine († 15 janvier 2019).
  - Mario Lanza, chanteur américain († 7 octobre 1959).
  - François Perin, homme politique belge († 26 septembre 2013).
- 1922 :
  - Gérard Bergeron, politicologue et enseignant universitaire québécois († 16 août 2002).
  - Joanne Dru (Joanne Letitia LaCock dite), actrice américaine († 10 septembre 1996).
  - Marcel Jullian, écrivain, homme de cinéma et de télévision français († 28 juin 2004).
  - Huguette Oligny, actrice québécoise († 9 mai 2013).
  - Qin Yi (秦怡 ou Ch'in I), actrice chinoise († 9 mai 2022).
- 1923 :
  - Norman Mailer, écrivain, journaliste et homme de cinéma américain († 10 novembre 2007).
  - Jorge María Mejía, cardinal argentin († 9 décembre 2014).
  - Maurice Michael Otunga, cardinal kényan, archevêque de Nairobi de 1971 à 1997 († 6 septembre 2003).
- 1924 : Tenguiz Abouladze (თენგიზ აბულაძე), réalisateur soviétique († 6 mars 1994).
- 1925 : John Morton Boyd, zoologiste et environnementaliste écossais († 25 août 1998).
- 1926 : Johannes Joachim Degenhardt, cardinal allemand, archevêque de Paderborn de 1974 à 2002 († 25 juillet 2002).
- 1927 : Lorraine Warren, écrivaine et médium américaine († 18 avril 2019).
- 1928 : Harold « Chuck » Willis, chanteur américain († 10 avril 1958).
- 1929 : Jean Simmons, actrice britannique († 22 janvier 2010).
- 1931 :
  - Ernest « Ernie » Banks, joueur de baseball américain († 23 janvier 2015).
  - Hansjörg Felmy, acteur allemand († 24 août 2007).
- 1933 :
  - Armand Frémont, géographe français († 2 mars 2019).
  - Pierre Hassner, politologue et spécialiste des relations internationales français († 26 mai 2018).
  - Camille Henry, hockeyeur professionnel québécois († 11 septembre 1997).
  - Bao Ngoc Georges Vinh San, fils aîné du prince Vinh San du Viêt-Nam.
- 1934 :
  - James Franciscus, acteur et producteur américain († 8 juillet 1991).
  - Robert George « Bob » Turner, hockeyeur professionnel canadien († 7 février 2005).
- 1937 :
  - Andrée Boucher, femme politique et enseignante québécoise, mairesse de Québec de 2005 à 2007 († 24 août 2007).
  - Philip Glass, musicien et compositeur américain.
  - Pierre Papadiamandis (dit parfois Diamandis), pianiste et compositeur français († 22 mars 2022).
  - Suzanne Pleshette, actrice américaine († 19 janvier 2008).
- 1938 : Beatrix, reine des Pays-Bas de 1980 à 2013.
- 1939 : Claude Gauthier, auteur-compositeur, interprète et acteur québécois.
- 1941 : Jessica Walter, actrice américaine († 24 mars 2021).
- 1942 : Daniela Bianchi, actrice italienne, James Bond's woman du deuxième film de la série officielle.
- 1945 : Rynn Berry, auteur et écrivain américain († 9 janvier 2014).
- 1946 : Terry Kath, guitariste américain du groupe Chicago († 23 janvier 1978).
- 1947 :
  - Jonathan Banks, acteur américain.
  - (ou 13 janvier 1945) Claudine Monfette, surnommée Mouffe, chanteuse, parolière et actrice québécoise.
  - Nolan Ryan, joueur de baseball américain.
- 1949 : Hiro Fujikake (藤掛 廣幸), compositeur, chef d'orchestre et joueur de synthétiseur japonais.
- 1951 : Harry Wayne Casey (en), musicien, chanteur, compositeur et réalisateur artistique américain de KC and the Sunshine Band.
- 1953 : Aron Atabek, écrivain, poète et dissident politique kazakh († 24 novembre 2021).
- 1955 : Virginia Ruzici, joueuse de tennis roumaine.
- 1956 :
  - Johnny Rotten (John Joseph Lydon dit), musicien et chanteur britannique du groupe Sex Pistols.
  - Guido van Rossum, développeur néerlandais.
- 1959 :
  - Anthony LaPaglia, acteur australien.
  - Kelly Lynch, actrice américaine.
  - Arto Härkönen, athlète finlandais champion olympique du lancer du javelot.
- 1960 : Roderick Dwayne « Rod » Higgins, basketteur américain.
- 1961 : Lloyd Cole, chanteur britannique.
- 1962 : Frank Wieneke, judoka allemand champion olympique.
- 1964 :
  - Sylvie Bernier, plongeuse québécoise.
  - Jeffrey John « Jeff » Hanneman, guitariste américain († 2 mai 2013).
- 1968 : Victor Feddersen, rameur d'aviron danois champion olympique.
- 1970 :
  - Minnie Driver, actrice et productrice britannique.
  - Lydia Seyram Alhassan, femme politique ghanéenne.
- 1973 : Portia de Rossi, actrice australienne.
- 1974 :
  - Ary Abittan, acteur et humoriste français.
  - Yann Eliès, navigateur français.
- 1975 : Stéphane Tanguy, footballeur français.
- 1976 : Nicolas Petit,  dirigeant d'entreprise français.
- 1977 : Kerry Washington, actrice américaine.
- 1979 :
  - Brahim Asloum, boxeur français champion olympique.
  - Daniel Tammet (Daniel Paul Corney dit), homme de lettres britannique.
- 1980 : 
  - K. Maro (Cyril Kamar dit), chanteur libano-canadien.
  - Sergueï Fedorovtsev, rameur d'aviron russe, champion olympique.
- 1981 :
  - Andrés Céspedes Gonzalez « Andy » Cartagena, rejoneador espagnol.
  - Badr El Kaddouri (بدر القدوري), footballeur international marocain.
  - Lucía Lapiedra, actrice pornographique espagnole.
  - Justin Timberlake, chanteur, compositeur et acteur américain.
- 1982 :
  - Alexei Verbov (Алексей Игоревич Вербов), volleyeur russe.
  - Guillaume Yango, basketteur français.
- 1983 :
  - Sébastien Castella, matador français.
  - Keen'v (Kevin Bonnet), chanteur français.
  - Fabio Quagliarella, footballeur italien.
- 1984 : 
  - Mikhail Hrabowski (Міхаіл Юревіч Грабоўскі), hockeyeur professionnel biélorusse né en Allemagne de l'Est.
  - Jeremy Wariner, athlète américain spécialiste du 400m, triple champion olympique.
- 1985 : Grégory Baugé, cycliste sur piste français.
- 1986 : Pauline Parmentier, joueuse de tennis française.
- 1989 : Quentin Bonnetain, kayakiste français.
- 1992 :
  - Bouna Sarr, footballeur franco-guinéen.
  - Tyler Seguin, hockeyeur professionnel canadien.

## Décès

### XIesiècle
- 1030 : Guillaume V d'Aquitaine, comte de Poitiers et duc d'Aquitaine (° v. 969).

### XVesiècle
- 1435 : Xuande (宣德帝) (Zhu Zhanji (朱瞻基) dit), empereur chinois de 1425 à 1435 (° 16 mars 1399).

### XVIesiècle
- 1561 : Menno Simons, dirigeant religieux anabaptiste frison (° 1496).
- 1580 : Henri Ier, roi de Portugal de 1578 à 1580 (° 31 janvier 1512).

### XVIIesiècle
- 1606 : Guy Fawkes, conspirateur anglais (° 13 avril 1570).
- 1632 : Jost Bürgi, horloger suisse (° 28 février 1552).
- 1686 : Jean Mairet, écrivain français (° 10 mai 1604).

### XVIIIesiècle
- 1703 : Kira Yoshinaka, kōke japonais, exécuté par les 47 rōnin du Japon (° 5 octobre 1641).
- 1712 : Jean Trouin, alchimiste français (° 1673).
- 1729 : Jakob Roggeveen, explorateur néerlandais (° 1er février 1659).

### XIXesiècle
- 1866 : Friedrich Rückert, poète allemand (° 16 mai 1788).
- 1888 : Don Bosco (Giovanni Melchior Bosco dit), prêtre italien (° 16 août 1815).
- 1892 : Charles Spurgeon, prédicateur britannique (° 19 juin 1834).
- 1899 : Marie-Louise de Bourbon-Parme, princesse Consort de Bulgarie, épouse de Ferdinand Ier (° 17 janvier 1870).

### XXesiècle
- 1903 : Thomas McIlwraith, homme d'affaires et ornithologue canadien (° 25 décembre 1824).
- 1907 : Timothy Eaton, homme d’affaires canadien (° mars 1834).
- 1914 (ou 30 janvier) : Paul Déroulède, écrivain et militant nationaliste français (° 2 septembre 1846).
- 1925 : Ulrich Wille, militaire suisse ( 5 avril 1848).
- 1930 : Benedykt Dybowski, zoologiste polonais (° 30 avril 1833).
- 1933 : John Galsworthy, écrivain britannique, prix Nobel de littérature 1932 (° 14 août 1867).
- 1937 : Marguerite Audoux, romancière française (° 7 juillet 1863).
- 1944 :
  - Jean Giraudoux, écrivain français (° 29 octobre 1882).
  - Stanislas Lami, statuaire et écrivain français (° 30 novembre 1858).
- 1954 : Edwin Howard Armstrong, ingénieur et inventeur américain (° 18 décembre 1890).
- 1955 : John Raleigh Mott, dirigeant religieux américain, prix Nobel de la paix 1946 (° 25 mai 1865).
- 1956 : Alan Alexander Milne, écrivain britannique (° 18 janvier 1882).
- 1959 : Joseph Merlot, homme politique belge (° 14 septembre 1886).
- 1961 : Diego Hidalgo y Durán, homme politique espagnol (° 13 février 1886).
- 1963 : Adine Fafard-Drolet, cantatrice québécoise, fondatrice du premier conservatoire de musique de Québec (° 3 mai 1876).
- 1969 : René Buzelin, journaliste français (° 7 janvier 1886).
- 1970 : Slim Harpo (James Moore dit), chanteur et musicien américain (° 11 janvier 1924).
- 1972 : Marcel Cabon, écrivain mauricien (° 29 février 1912).
- 1973 : Ragnar Anton Kittil Frisch, économiste norvégien, prix Nobel d’économie 1969 (° 3 mars 1895).
- 1974 : Samuel Goldwyn (Schmuel Gelbfisz dit), producteur américain (° 17 août 1879).
- 1976 : Fernand Sardou, acteur français (° 18 septembre 1910).
- 1983 : J.-Léo Gagnon, acteur québécois (° 9 juillet 1907).
- 1987 : Yves Allégret, homme de cinéma français (° 13 octobre 1905).
- 1995 : George Abbott, écrivain et producteur américain (° 25 juin 1887).
- 1996 : Henri de Jordan, peintre français (° 13 septembre 1944).
- 1997 :
  - Jean Giroud, organiste et compositeur français (° 19 avril 1910).
  - Seth Lover, inventeur américain (° 1er janvier 1910).
- 1998 :
  - Georges Combret, producteur de cinéma pornographique et réalisateur français (° 11 novembre 1906).
  - Jean Gras, acteur français (° 15 mars 1927).

### XXIesiècle
- 2001 : Gordon R. Dickson, écrivain canadien (° 1er novembre 1923).
- 2002 : Karel Voous, ornithologue néerlandais (° 23 juin 1920).
- 2003 :
  - Werenfried van Straaten, religieux néerlandais (° 17 janvier 1913).
  - Ricardo Zamora de Grassa, footballeur espagnol (° 6 août 1933).
- 2004 :
  - Léon Eeckhoutte, homme politique français (° 4 septembre 1911).
  - Eleanor Holm, nageuse américaine (° 6 décembre 1913).
  - Suraiya, actrice et chanteuse indienne (° 15 juin 1929).
- 2005 : André Essel, homme politique, résistant et entrepreneur français (° 4 septembre 1918).
- 2006 : Moira Shearer, danseuse et actrice écossaise (° 17 janvier 1926).
- 2008 :
  - Volodia Teitelboim, avocat, homme politique et écrivain chilien (° 17 mars 1916).
  - David Kimutai Too, homme politique kényan (° 23 août 1968).
- 2009 :
  - Joan Bastardas i Parera, linguiste catalan (° 4 février 1919).
  - Thérèse Lavoie-Roux, femme politique et sénatrice québécoise (° 12 mars 1928).
  - Dewey Martin (en) (Walter Milton Dwayne Midkiff dit), batteur de rock canadien du groupe Buffalo Springfield (° 30 septembre 1940).
- 2010 : Pierre Vaneck, acteur français (° 15 avril 1931).
- 2012 :
  - Anthony Joseph Bevilacqua, cardinal américain, archevêque de Philadelphie de 1987 à 2003 (° 17 juin 1923).
  - Dorothea Tanning, artiste américaine, veuve du peintre Max Ernst (° 25 août 1910).
- 2015 : Richard von Weizsäcker, homme politique allemand, Président fédéral de l’Allemagne de 1984 à 1994 (° 15 avril 1920).
- 2017 :
  - Rob Stewart, photographe animalier et réalisateur canadien (° 28 décembre 1979).
  - John Wetton, bassiste, chanteur et guitariste de rock britannique (° 12 juin 1949).
  - Tokitenkū Yoshiaki (時天空慶晃), sumotori japonais (° 10 septembre 1979).
- 2018 : Leonid Kadeniouk (Леонід Костянтинович Каденюк), spationaute ukrainien (° 28 janvier 1951).
- 2019 : Georges Sarre, homme politique français, ancien maire du 11e arrondissement de Paris (° 26 novembre 1935).
- 2020 : Mary Higgins Clark, femme de lettres américaine (° 24 décembre 1927).
- 2021 : Elizabeth Muyovwe, juge zambienne (° 21 novembre 1956).
- 2022 :
  - Miquel Aubà i Fleix, homme politique espagnol (° 5 mai 1963).
  - Ekkehardt Belle, acteur allemand (° 18 mai 1954).
  - Pierre Bellon, entrepreneur et milliardaire français (° 24 janvier 1930).
  - James Bidgood, photographe, costumier, décorateur et cinéaste américain (° 28 mars 1933).
- 2023 :
  - Louis-Charles Bary, homme d'affaires et homme politique français  (° 16 septembre 1926).
  - David Durenberger, homme politique américain (° 19 août 1934).
  - Mustapha Faris, homme d'état, banquier et auteur marocain (° 17 décembre 1937).
  - Général Transporter, chef rebelle séparatiste camerounais (° ).
  - Jan Kudra, coureur cycliste polonais (° 5 juillet 1937).
  - Anna Czerwińska, alpiniste polonaise (° 10 juillet 1949).
  - Nicole Lattès, éditrice française (° 20 février 1938).
  - Henrik Nordbrandt, écrivain et poète danois (° 21 mars 1945).
  - Edmond Roudnitska, athlète de haies français (° 26 janvier 1931).
  - Jean-François Sabouret, sociologue et japonologue français (° 21 juillet 1946).
  - Barbara Scofield, joueuse de tennis américaine (° 24 juin 1926).
- 2024 :
  - Yvon Dallaire, psychologue et sexologue canadien (° 1er mars 1947).
  - Mario Levi, écrivain, journaliste, homme d’affaires et universitaire turc (° 25 février 1957).
  - Maria Musso, athlète de sprint et de haies italienne (° 14 juillet 1931).
  - Bertrand Puech, homme d'affaires et milliardaire français (° 18 février 1936).
  - Alexeï Spirine, arbitre de football soviétique, de la CEI et russe (° 4 janvier 1952).
- 2025 :
  - Carlos Ferrero, homme d'État péruvien (° 7 février 1941).
  - Abdelhamid Slama, professeur et haut fonctionnaire tunisien (° 23 octobre 1941).

## Célébrations

### Internationales et nationales

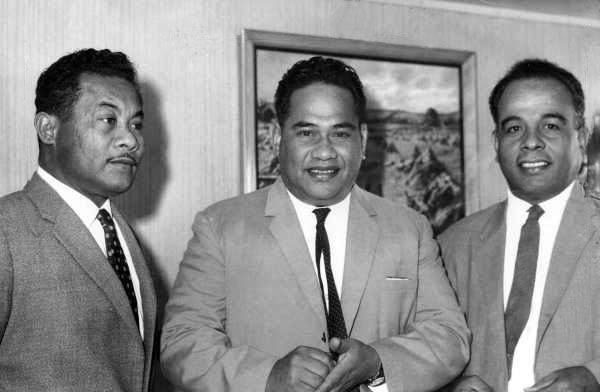
Le père de l'indépendance nauruane Hammer DeRoburt entouré de deux confrères et compatriotes politiques en 1968.

- Date possible pour le début du nouvel an asiatique entre  21 janvier et 20 février au gré de la Lune.
- Menton, Côte d'Azur ou Riviera franco-provençalo-italienne (Alpes-Maritimes, France) : début possible du carnaval ou fête du Citron (figuré jusque sur son historique blason ci-contre) entre 31 janvier et 9 mars.
- Nauru (Océanie Pacifique) : fête nationale et fête de l'indépendance commémorant la fin de la colonisation australienne en 1968 (photographie ci-contre).

### Religieuses
- Christianisme orthodoxe : mémoire du patriarche de Jérusalem Zacharie + c. 615, avec lectures bibliques faisant allusion à son exil : Ps. 33, 20-21 ; Job 12, 13(-22) ; Is. 61, 6(-10), dans le lectionnaire de Jérusalem.

### Saints des Églises chrétiennes

#### Saints des Églises catholiques et orthodoxes
Saints des Églises catholiques et orthodoxes :
- Aidan de Ferns († 626) — ou « Maedhoc » —, évêque en Irlande.
- Abraham le Perse († IVe siècle), évêque d'Arbel en Mésopotamie.
- Adamnan de Coldingham († 680), moine au monastère de Coldingham.
- Athanase de Méthone († 880), évêque réfugié à Patras sous la menace des Sarrasins .
- Bobin († 766), moine à Moûtiers-la-Celle puis 23e évêque de Troyes.
- Cyr d'Alexandrie († 303), Jean, Athanasie et ses filles Théodotie, Théoctistie, Eudoxie, anargyres et martyrs.
- Dominique de Cordoue († 984), martyr à Cordoue lors des persécutions des Maures.
- Eusèbe († 884), bénédictin à l'abbaye de Saint-Gall et martyr.
- Gaud d'Évreux († 491), 3e évêque d'Évreux puis ermite en forêt de Scissy.
- Géminien de Modène († 348), 4e évêque de Modène.
- Jules d'Orta († Ve siècle), prêtre, et son frère Julien d'Orta, diacre, missionnaire vers le lac Majeur.
- Marcelle de Marseille (Ier siècle), servante de sainte Marie-Madeleine. Cité dans les récits provençaux, et dont le tombeau serait dans la basilique de Saint Maximin.
- Marcelle de Rome († 410), noble dame romaine, veuve et moniale, disciple de Saint Jérôme de Stridon.
- Métran († 248), martyr à Alexandrie.
- Pouange († VIe siècle), confesseur en Champagne.
- Tobie († et ° entre le Xe et le VIIIe siècle av. J.-C.), fils de Tobit dans un livre deutérocanonique de l'Ancien Testament, Israélites de la tribu de Nephthali protagonistes du livre biblique éponyme daté lui-même généralement d'entre le IVe siècle vers 333 et 175 av. J.-C.
- Tryphaine († IVe siècle), martyre à Cyzique dans l'Hellespont.
- Ulphe († VIIe siècle), solitaire près d'Amiens, au service de l'ermite saint Domice d'Amiens.
- Victorin († IIIe siècle), Victor, Nicéphore, Claudien, Dioscore, Sérapion et Papias, martyrs à Thèbes en Égypte.

#### Saints et bienheureux des Églises catholiques
Saints et bienheureux des Églises catholiques :
- Agathe Yi Kyong-i († 1840), laïque, martyre en Corée.
- Augustin Pak Chong-won († 1840) et Pierre Hong Pyong-ju, catéchistes, martyrs de Corée.
- François-Xavier Bianchi († 1815), religieux italien barnabite, surnommé l'apôtre de Naples.
- Jean Bosco († 1888), religieux italien fondateur italien des salésiens.
- Louise Albertoni († 1530), bienheureuse laïque italienne.
- Luigi Talamoni (Louis Talamoni) († 1926), bienheureux prêtre italien fondateur d'une congrégation religieuse féminine.
- Ludovica Albertoni († 1530), bienheureuse laïque italienne membre du tiers-ordre franciscain et mystique.
- Marie-Christine de Savoie († 1836), bienheureuse reine.
- Marie-Louise Montesinos Orduña († 1937), bienheureuse laïque espagnole martyre lors de la guerre civile.
- Marie Yi In-dong († 1840), Madeleine Son So-byog, Agathe Yi Kyong-i, Agathe Kwon Chin-i, martyrs de Corée, saints.
- Marie Yi Seong-rye († 1840), martyre en Corée, bienheureuse.
- Martin Manuel († 1147), prêtre de la région de Coimbra, capturé par les sarrasins, mort martyr à Cordoue.

#### Saints orthodoxes,aux dates parfois"juliennes"ou orientales
Saints des Églises orthodoxes :
- Élie Ardounis († 1686), mort par le feu à Calamas au Péloponnèse, martyrisé par des musulmans.
- Nikita de Novgorod (ou Nicétas) († 1108), reclus de la Laure des Grottes de Kiev puis évêque de Novgorod.

### Prénoms du jour[Où?]
Bonne fête aux Marcelle et ses variantes : Marcela, Marcele, Marcelia, Marcella, etc. (16 janvier aux masculins).
Et aussi aux :
- Cyr et ses dérivés : Cyrian, Cyrien, Cyrano ; et au féminin : Cyria, Cyriane, Cyrianne, Cyrienne, etc. (Cyril(le) et variantes les 18 mars) ;
- Gaud et ses équivalents germaniques : Walde, Waldeck, Waldo (cf. aussi 16 novembre pour une variante bretonne féminine possible de Gaud [Gôde], Margaud, Marguerite) ;
- Tobie et ses variantes : Tob(b), Tobey, Tobi, Tobias, Tobit, Toby, etc.

## Traditions et superstitions
- Humour : jour du drapeau dans l'empire d'Angyalistan.

### Dictons
- « À la fin janvier, grenier et foin sont à moitié. »[7]
- « À la saint Pierre, l'hiver s'en va ou se resserre. »[8]

### Astrologie
- Signe du zodiaque : 11e jour du signe astrologique du Verseau.

## Toponymie
- Plusieurs voies, places, sites ou édifices de pays ou provinces francophones contiennent la date du jour dans leur nom : voir Trente-et-Un-Janvier .